# Anathallis dryadum
Anathallis dryadum är en orkidéart som först beskrevs av Rudolf Schlechter, och fick sitt nu gällande namn av Fábio de Barros. Anathallis dryadum ingår i släktet Anathallis och familjen orkidéer. Inga underarter finns listade i Catalogue of Life.